# Tamesguida
Tamesguida (em árabe: تمزقيدة) é uma comuna localizada na província de Médéa, Argélia. De acordo com o censo de 2008, a população total da cidade era de 4 591 habitantes.